# إدي بوند
إدي بوند (بالإنجليزية: Eddie Bond)‏ هو موسيقي ومغني أمريكي، ولد في 1 يوليو 1933 في ممفيس في الولايات المتحدة، وتوفي في 20 مارس 2013 في بوليفار في الولايات المتحدة بسبب مرض آلزهايمر.

## وصلات خارجية
- إدي بوند على موقع ميوزك برينز (الإنجليزية)
- إدي بوند على موقع أول ميوزيك (الإنجليزية)
- إدي بوند على موقع ديسكوغز (الإنجليزية)